# Litteraturstad
| Litteraturstad |
| --- |
| Tillfälligt bibliotek i det fria i Ljubljana (utnämnd 2015) i mars 2017. - Betydelse – kulturprojekt inom Unesco - Syfte – stärka litteraturens ställning via ett nätverk av samarbetande "litteraturstäder" - Historia – 2004 (Edinburgh); fram till 2021 med totalt 42 städer i 32 länder |

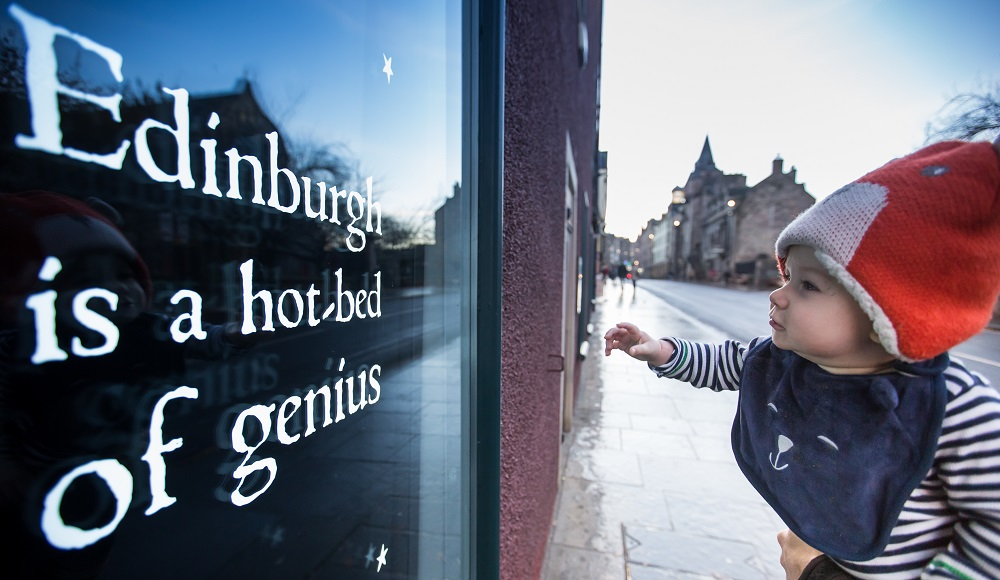
En svit av belysta bokcitat vid Edinburghs (utnämnd 2004) Royal Mile som firar 500 år av boktryckarkonst.

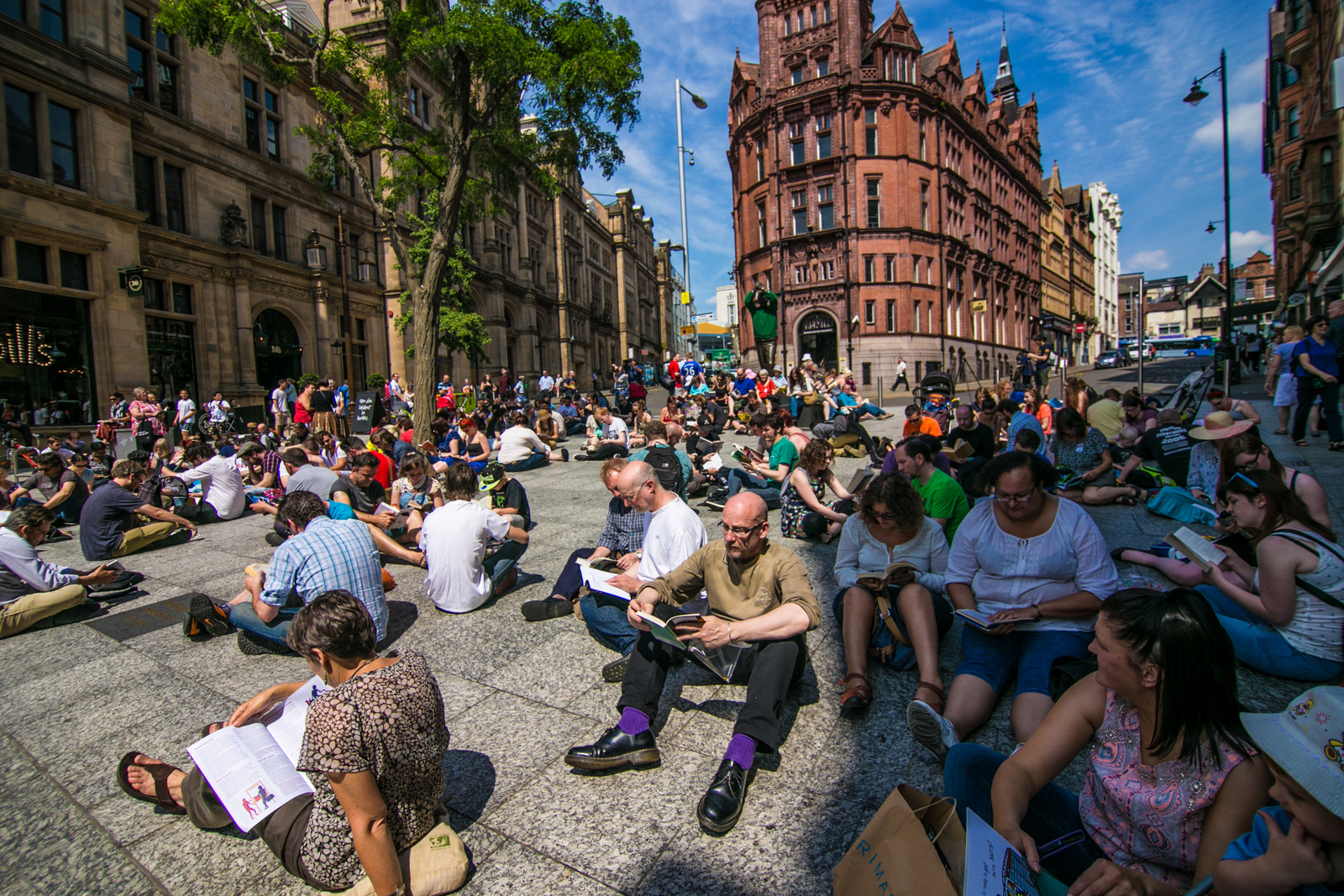
Evenemanget "Dawn of the Unread" på Market Square i Nottingham (utnämnd 2015) den 12 juli 2014.

Litteraturstad är ett begrepp inom Unescos program Unesco Creative Cities Network. Detta lanserades 2004 för att främja samarbete mellan städer (i praktiken kommuner) som använder sig av kreativitet som viktig faktor för sin stadsutveckling. En litteraturstad premieras för sina satsningar inom litteratur.

## Historik
Unesco utnämner med några års mellanrum ett antal nya litteraturstäder. Vid årsskiftet 2022/2023 fanns 42 litteraturstäder i 32 länder.
Idén om ett internationellt nätverk av litteraturengagerade städer väcktes i Edinburgh i början av 2000-talet. Det större begreppet Creative Cities Network inkluderar totalt sju olika kreativa stadstyper – hantverk (och folkkonst), formgivning, film, gastronomi, litteratur, mediekonst och musik. Totalt fanns sommaren 2022 totalt 246 kreativa städer från drygt 70 länder i Unescos nätverk.
Mässan Bok & Bibliotek, yrkesföreningen Författarcentrum Väst och Svenska PEN med flera uppmanade i januari 2019 Göteborgs Stads kulturnämnd att ansöka om att utnämna Göteborg till litteraturstad av Unesco. 2021 antogs Göteborg som del av Unescos nätverk, med kommunen, universitetet och regionen som bärande parter i det pågående projektet.

## Kriterier för litteraturstäder
För att kunna ansöka till utnämningen som litteraturstad hos Unesco måste kandidaterna skriva under på att följa fem olika värdegrunder. Dessa är:
- att bygga ett välkomnande nätverk och samarbet som visar på diversiteten och rikedomen hos världens olika språk och litteraturer
- att främja värdet av dialog och yttrandefrihet i alla delar av verksamheten
- att genom nätverket genomföra internationella projekt som gynnar den lokala och nationella litteratursektorn
- att stärka relationerna mellan alla kreativa [Unesco-]städer runt om i världen
- att vara aktiv och proaktiv i kommunikationen med varandra och våra samarbetspartners

## Utnämningar
Sedan starten 2004 har följande städer blivit utnämnda till litteraturstad:
- 2004 – Edinburgh (Storbritannien)
- 2008 – Iowa City (USA), Melbourne (Australien)
- 2010 – Dublin (Irland)
- 2011 – Reykjavík (Island)
- 2012 – Norwich (Storbritannien)
- 2013 – Kraków (Polen)
- 2014 – Dunedin (Nya Zeeland), Granada (Spanien), Heidelberg (Tyskland), Prag (Tjeckien)
- 2015 – Bagdad (Irak), Barcelona (Spanien), Ljubljana (Slovenien), Lviv (Ukraina), Montevideo (Uruguay), Nottingham (Storbritannien), Óbidos (Portugal), Tartu (Estland), Uljanovsk (Ryssland)
- 2017 – Bucheon (Sydkorea), Durban (Sydafrika), Lillehammer (Norge), Manchester (Storbritannien), Milano (Italien), Québec (Kanada), Seattle (USA), Utrecht (Nederländerna)
- 2019 – Angoulême (Frankrike), Beirut (Libanon), Exeter (Storbritannien), Kuhmo (Finland), Lahore (Pakistan), Leeuwarden (Nederländerna), Nanjing (Kina), Odessa (Ukraina), Slemani (Irak), Wonju (Sydkorea), Wrocław (Polen)

- 2021 – Göteborg (Sverige), Jakarta (Indonesien), Vilnius (Litauen)